# Rheum fedtschenkoi
Rheum fedtschenkoi är en slideväxtart som beskrevs av Carl Maximowicz och Eduard August von Regel. Rheum fedtschenkoi ingår i släktet rabarbersläktet, och familjen slideväxter. Inga underarter finns listade i Catalogue of Life.